# Castelo de Schwerin
O Castelo de Schwerin (em alemão:  Schloss Schwerin ou Schweriner Schloss) é um castelo situado na cidade de Schwerin, capital de Meclemburgo-Pomerânia Ocidental, Alemanha.
Durante séculos foi a casa dos Duques e Grão-Duques de Meclemburgo e depois de Meckemburgo-Schwerin. Agora abriga a sede do Parlamento de Meclemburgo-Pomerânia Ocidental. Na segunda guerra mundial serviu como maternidade.

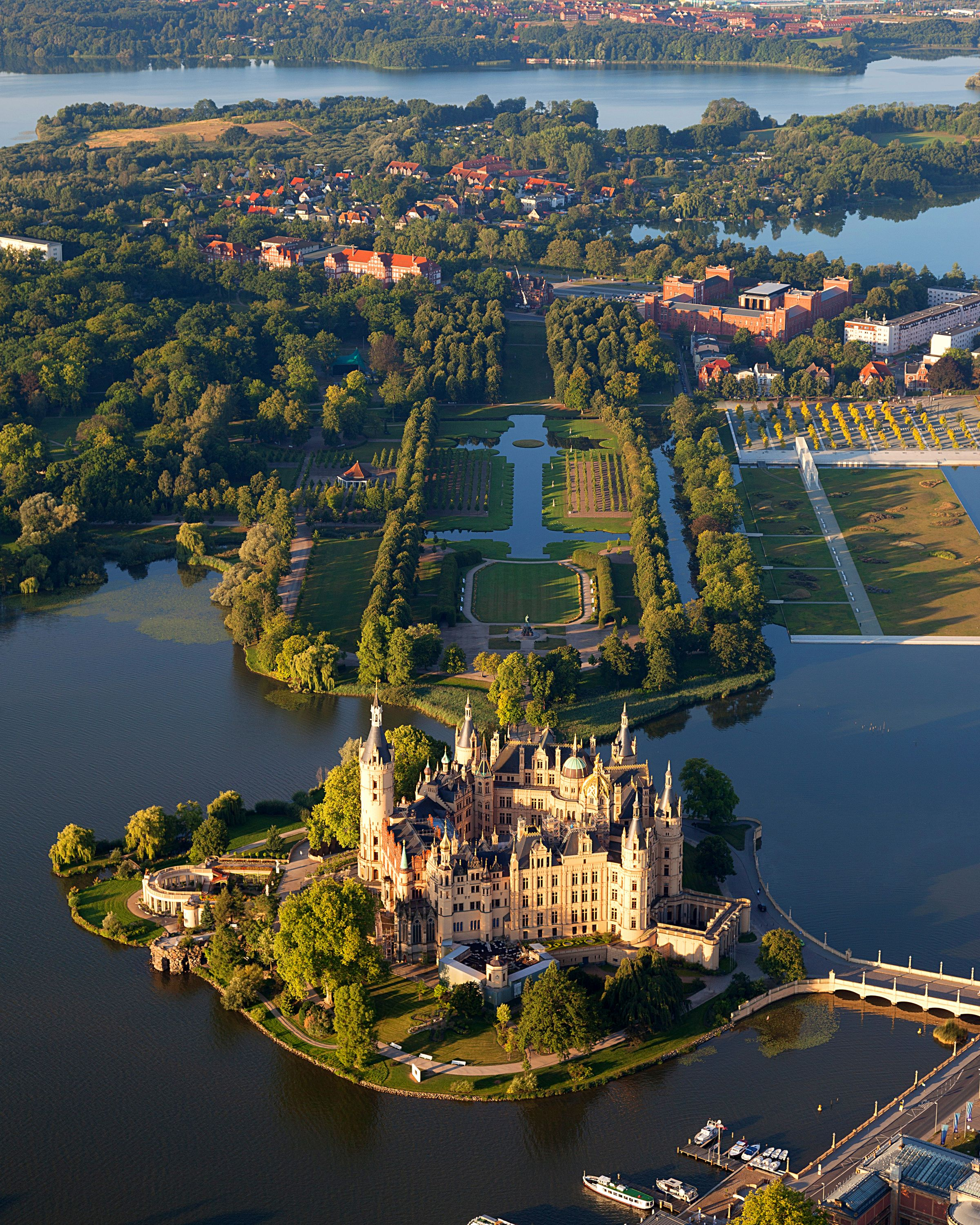
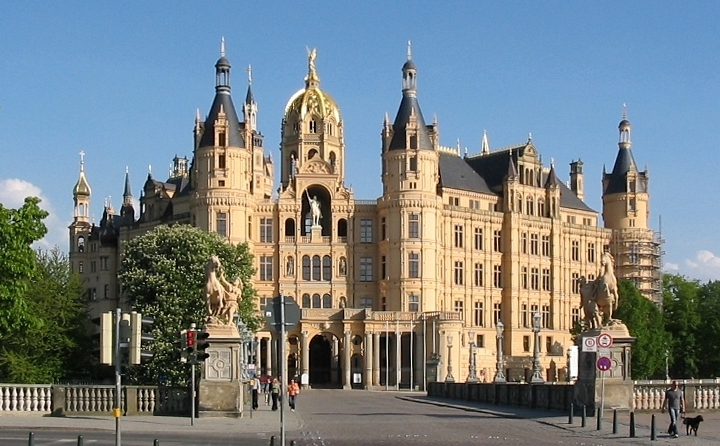